# Leskovac Barilovićki
 Leskovac Barilovićki  falu Horvátországban, Károlyváros megyében. Közigazgatásilag Barilovićhoz tartozik.

## Fekvése
Károlyvárostól 12 km-re délre, községközpontjától 3 km-re északnyugatra fekszik.

## Története
A településnek 1857-ben 194, 1910-ben 230 lakosa volt. Trianon előtt Modrus-Fiume vármegye Vojnići járásához tartozott. 2011-ben 128 lakosa volt.

## Lakosság
| Lakosság változása | Lakosság változása | Lakosság változása | Lakosság változása | Lakosság változása | Lakosság változása | Lakosság változása | Lakosság változása | Lakosság változása | Lakosság változása | Lakosság változása | Lakosság változása | Lakosság változása | Lakosság változása | Lakosság változása | Lakosság változása |
| ------------------ | ------------------ | ------------------ | ------------------ | ------------------ | ------------------ | ------------------ | ------------------ | ------------------ | ------------------ | ------------------ | ------------------ | ------------------ | ------------------ | ------------------ | ------------------ |
| 1857               | 1869               | 1880               | 1890               | 1900               | 1910               | 1921               | 1931               | 1948               | 1953               | 1961               | 1971               | 1981               | 1991               | 2001               | 2011               |
| 194                | 225                | 179                | 218                | 208                | 230                | 212                | 254                | 280                | 277                | 269                | 229                | 184                | 176                | 147                | 128                |

## Nevezetességei
Szent József és a Lourdes-i Szűzanya tiszteletére szentelt plébániatemploma 1785-ben épült barokk stílusban. Egyhajós épület, téglalap alaprajzú hajóval, a szentélytől délre eső sekrestyével és a főhomlokzat feletti harangtoronnyal. A hajót csehboltozat, míg a szentélyt csehboltozat és félkupola borítja. A plébániát 1782-ben II. József rendelete alapján alapították, ezután került sor a templom építésére.